# Laetmonectidae
Laetmonectidae zijn een familie van borstelwormen (Polychaeta).

## Geslachten
- Laetmonecticus Buzhinskaya, 1986